# Alois Czerny
Alois Czerny (* 6. Februar 1847 in Proßnitz; † 28. April 1917 in Mährisch Trübau) war ein deutschmährischer Volkskundler.

## Leben und Wirken
Czerny war von Beruf Lehrer und bekleidete zuletzt die Position des Bürgerschuldirektors in Mährisch Trübau. Er war auch Leiter des dortigen Museums. Zusammen mit Franz Spina begründete er 1905 die volkskundliche Zeitschrift Mitteilungen zur Volkskunde des Schönhengster Landes (später: Mitteilungen zur Volks- und Heimatkunde des Schönhengster Landes, MVHSL, insgesamt erschienen 37 Bände bis 1941). Von 1905 bis zu seinem Tode hatte er deren Leitung inne. Czerny war auch der erste, der die Sagen aus dem Raum der Schönhengster Sprachinsel sammelte und herausgab.

## Publikationen
- Der politische Bezirk Mährisch Trübau. Heimatkunde für Schule und Haus. Erste Auflage 1882. Zweite, erweiterte Auflage Mährisch-Trübau 1904.
- Sagen aus dem Schönhengster Land.  Hinkelmann, Mährisch-Trübau 1905.
- Schönhengster Sagen (Neue Folge). Hinkelmann, Mährisch-Trübau 1906.